# Черешневе (Жмеринський район)
Чере́шневе —  село в Україні, у Барській міській громаді Жмеринського району Вінницької області.

## Історія
12 червня 2020 року, відповідно до Розпорядження Кабінету Міністрів України № 707-р «Про визначення адміністративних центрів та затвердження територій територіальних громад Вінницької області», увійшло до складу Барської міської громади.
19 липня 2020 року, в результаті адміністративно-територіальної реформи та ліквідації Барського району, село увійшло до складу Жмеринського району.

## Цікаві факти
У селі Черешневе, на базі Ялтушківської ДСС, вперше у світі було виведено однонасінну форму цукрових буряків.